# Drammens prosteri

Prosterier i Tunsbergs stift. Det orangea området på kartan är Drammens prosteri.

Drammens prosteri (norska: Drammen prosti) är ett kontrakt (prosteri, norska: prosti) i Tunsbergs stift inom Norska kyrkan. Kontraktet omfattar kommunerna Drammen och Lier i Buskerud fylke i sydöstra Norge.

## Socknar
Drammens prosteri består av 14 socknar (norska: sokn eller sogn) inom två kyrkliga samfälligheter (norska: kirkelige fellesråd), motsvarande kommunerna:

### Drammens kyrkliga samfällighet
- Austad Fjells socken
- Bragernes socken
- Konneruds socken
- Mjøndalens socken
- Nedre Eikers socken
- Skogers socken
- Strømsgodsets socken
- Svelviks socken
- Tangen og Strømsø socken
- Åssidens socken

### Liers kyrkliga samfällighet
- Frogners socken
- Sjåstads socken
- Syllings socken
- Tranby og Lierskogens socken